# Olaf Cuaran
No confundir con Olaf Sigtryggsson (Amlaíb mac Sitriuc), rey del reino vikingo de Mann en el siglo XI.
Amlaíb mac Sitriuc 926-981 (nórdico antiguo Óláfr Sigtryggsson), conocido comúnmente como Cuarán, en nórdico antiguo Óláfr kváran, fue rey vikingo de York (Jórvik) y del reino de Dublín en el siglo X, de ascendencia nórdico-gaélica. Su apodo, cuarán, es traducido habitualmente como ‘sandalia’. Aparece en numerosas fuentes con otros nombres anglificados, tales como Olaf Cuaran y Olaf Sihtricson, particularmente durante su breve etapa de gobernante de Jórvik. Fue el último miembro de la dinastía Uí Ímair que desempeñó un papel importante en la política de las islas británicas.
Amlaib fue rey de York y Northumbria al menos dos o tres veces en su vida y fue en dos ocasiones el gobernante de Dublín y alrededores. Su reinado sobre estos territorios se extendió durante cuarenta años. Era un guerrero renombrado y despiadado asaltando iglesias, pero acabó sus días en un respetable retiro en la Abadía de Iona. Nacido en la época en que los Uí Ímair gobernaban extensas áreas en Gran Bretaña e Irlanda, a su muerte el reino de Dublín había pasado a ser un poder menor de la política irlandesa. Sin embargo, su pujanza económica la había convertido en una de las capitales comerciales de la Europa Atlántica y el control de la ciudad y sus riquezas hacían de ella un trofeo apetecible para los ambiciosos príncipes irlandeses.
Durante su vida fue patrón de poetas irlandeses y escaldos escandinavos, que escribían versos de alabanza a su mecenas. Olaf estuvo casado en, al menos, dos ocasiones, y sus numerosos hijos acabarían casándose con miembros de las principales familias reales de Irlanda y Escandinavia. Sus descendientes serían reyes de Man y de las Hébridas hasta el siglo XIII.

## Contexto
Los registros más antiguos de ataques vikingos a Gran Bretaña o Irlanda datan de finales del siglo VIII. El monasterio de Lindisfarne en Northumbria fue saqueado el 8 de junio de 793 y el de Iona en el reino de los pictos, en 795 y 802. En Irlanda, Rathlin Island, en la costa nororiental del Ulster fue atacada en 795, y San Patrick's Island en 798. La isla de Portland, perteneciente al reino de Wessex en el suroeste de Gran Bretaña fue atacada durante el reinado de Beorhtric de Wessex (786-802).
Estos asaltos continuaron produciéndose de forma esporádica durante el primer cuarto del siglo IX. Durante el segundo cuarto, la frecuencia y envergadura de estos ataques se incrementaron y aparecieron los primeros asentamientos vikingos permanentes (llamados longphorts en Irlanda).

## Orígenes
El Ímar del que descendían los Uí Ímair era, presuntamente un Ímar (pronunciación inglesa Ivar), "rey de los nórdicos de toda Gran Bretaña e Irlanda", cuya muerte se menciona en los Anales de Ulster en el año 873. Que este Ímar sea el mismo Ímar líder del Gran ejército pagano, o Ivar el Deshuesado es menos seguro.
Amlaib Cuarán era probablemente un bisnieto de Ímar. No disponemos de fuentes contemporáneas a los hechos que nos informen de la descendencia entre Ímar y sus nietos, pero es bastante probable que los nietos de Ímar de los que hay constancia entre 896 y 934 - el padre de Amlaíb Sitriuc (m. 927), Ragnall (d. 921), Gofraid (m. 934), Ímar (m. 904) y Amlaíb (m. 896) - fueran hermanos más que primos. Sitriuc, el padre de Amlaib aparece en los registros por primera vez en 914, cuando conquistó Dublín, posiblemente en manos irlandesas desde la expulsión de los anteriores gobernantes vikingos en 902.
Sitriuc gobernó Northumbria hasta su muerte en 927. La Crónica Anglosajona hace constar su matrimonio con la hija del rey Athelstan en Tamworth, el 30 de enero de 926. Según fuentes posteriores, como el cronista John de Wallingford, Amlaib sería hijo de Sitriuc y de esta princesa de Wessex. Además de Amlaib, otros hijos de Sitriuc serían Gofraid (m. 951), rey de Dublín, Aralt (m. 940), gobernante del reino de Limerick, y, con algo menos de certeza, Sichfrith y Auisle, que aparecen mencionados entre los fallecidos en la batalla de Brunanburh en 937 en los Anales de Clonmacnoise. En la crónica Heimskringla se menciona que otra hija de Sitriuc, de nombre Gytha, contrajo matrimonio con el pirata noruego Olaf Tryggvason, aunque posiblemente fuera una hija de Olaf Cuaran.
Tras la muerte de su padre, Amlaib fue posiblemente rey de York durante algún tiempo, pero el rey Ethelstan consiguió conquistar el reino de Northumbria y derrotar a Gofraid, hermano de Sitriuc. Según Guillermo de Malmesbury, Olaf huyó a Irlanda, mientras que su tío Gofrid intentaba reconquistar York. En 937, un ejército dirigido por Amlaib, hijo de Gofraid y asistido por Constantín mac Áeda, monarca del reino de Alba y Owen, rey de Strathclyde fue derrotado por los sajones en la batalla de Brunanburh. Malmesbury escribió que Olaf estuvo presente en la batalla, espiando el campamento inglés antes de la batalla disfrazado de escaldo.
El rey Athelstan falleció en 939, y su sucesor, su hermanastro Edmund, fue incapaz de mantener el control de York. Amlaíb mac Gofraid, por aquel entonces rey de Dublín, cruzó el mar de Irlanda hasta Inglaterra, donde fue aclamado como rey de Northumbria. Falleció en 941, poco después del saqueo de la iglesia de Saint Baldred en Tyninghame, fulminado por el poder del santo, según la Historia de Sancto Cuthberto.

## York (Jórvik)
La carrera de Amlaib Cuaran comenzó propiamente en 941, tras la muerte de su primo Amlaíb mac Gofrith. Cuaran le sucedió al frente del gobierno del reino vikingo de York, junto con su primo Ragnall, hijo de Gofraid. De acuerdo a los Anales de Clonmacnoise, Amlaíb había llegado a Gran Bretaña en 940, dejando a otro hijo de Gofraid, Blácaire, en el gobierno de Dublín.

Amlaíb y Ragnall gobernaron York hasta 944. La cronología de los hechos entre la muerte de Ethelstan y la expulsión de Amlaíb y Ragnall no está clara, ya que las diferentes versiones de la Crónica Anglosajona no se ponen de acuerdo. Parece ser que, tras la muerte del rey sajón, Edmund no solo perdió el control de Northumbria, sino también que los cinco burgos de Danelaw, se sometieron al mando de Amlaib mac Gofrith. Uno de los Amlaibs asoló Tamworth según la Crónica Anglosajona: 
Aquí Olaf destruyó Tamworth y una gran matanza sucedió en ambos bandos, y los Daneses consiguieron la victoria y se llevaron un gran botín de guerra con ellos. Wulfrun fue capturado en el ataque. El Rey Edmund asedió al Rey Olaf y a Wulfstan en Leicester, y los hubiera capturado de no haber huido de la fortaleza en la noche.
 Estos hechos tuvieron lugar entre 940 y 943, aunque los historiadores disienten en cuanto a si los hechos estuvieron protagonizados por Amlaíb mac Gofrith o Amlaíb Cuarán.
Edumund consiguió reconquistar los Cinco Burgos en 942, un hecho celebrado en verso por la Crónica Anglosajona. La Crónica recoge el bautismo de Amlaíb, con el Rey Edmund actuando como su padrino. Esto no implica que Amlaib no fuera ya cristiano, ni que el bautismo significara un compromiso permanente con la fe cristiana, ya que en muchos casos estos bautismos eran actos políticos. Alfredo el Grande, por ejemplo, había patrocinado el bautismo del rey galés Anarawd ap Rhodri.
Amlaíb fue expulsado del trono de York en 944. La Crónica Anglosajona relata que El Rey Edmund conquistó toda Northumbria y puso en fuga a los dos reyes (o "hombres de la realeza") Olaf y Rægnald. Es posible que la rivalidad entre ambos jefes vikingos contribuyera a su caída. El relato de Æthelweard cuenta que Amlaíb fue depuesto por una tropa encabezada por Wulfstan, Arzobispo de York y un líder merciano de nombre desconocido.

## Congalach y Ruaidrí

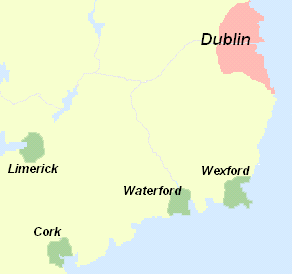
Asentamientos escandinavos en la Irlanda del.

Tras su expulsión de Northumbria, Olaf regresó a Irlanda, mientras que Ragnall puede que resultara muerto en York. La suerte para los Uí Ímair de Irlanda también ha sido adversa, ya que en 944, Dublín fue saqueada por el Rey Supremo Congalach Cnogba, que tenía su cuartel general en Brega, en la ribera sur del río Boyne, al norte de la capital. Al año siguiente, quizás como resultado de este saqueo, Olaf reemplazó a su primo Blácaire como rey de Dublín. Olaf se alió con Congalach, lo que contribuyó a mejorar su posición.
Congalach y Amlaíb se enfrentaron entonces con Ruaidrí ua Canannáin, rey de Cenél Conaill (Donegal, rival de Congalach en la lucha por el título de Rey Supremo. Ambos ejércitos se enfrentaron en 945 en Conaille Muirtheimne, en el territorio actual de Louth, y al año siguiente, Amlaíb atacó Kilcullen, en Leinster. En 947, Ruaidri derrotó a Congalach y Amlaíb en Slane, infligiendo grandes pérdidas a los vikingos de Dublín, muchas de las cuales durante la huida. Tras esta derrota, parece ser que Amlaíb fue desposeído de la corona, ya que los anales del año siguiente dan a Blácaire como líder de las fuerzas de Dublín. No obstante, Blácaire murió a manos de Congalach en 948, tras lo que fue sucedido por Gofraid, uno de los hermanos de Amlaíb.

## De nuevo en Jórvik

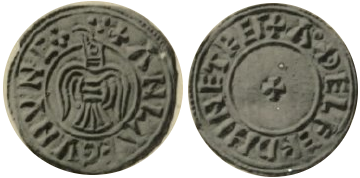
Otro modelo de penique acuñado en York durante la época de Amlaíb, realizado por Æthelfrith; el anverso muestra un pájaro, presumiblemente un cuervo, mientras que en el reverso aparece una cruz.

Desconocemos con certeza lo sucedido en Norhumbria durante la estancia de Amlaíb en Irlanda. Mientras que Edmund consiguió el control de la zona tras la expulsión de Amlaíb y la muerte de Ragnall, pronto tuvo que ceder el norte a un rey escandinavo de nombre Eirikr, al que se ha identificado habitualmente con Erico Hacha Sangrienta. Si Erik llegó a gobernar Northumbria antes de la muerte de Edmund tuvo que ser muy brevemente. Edmund murió en 946 y fue sucedió por su hermano Edred. La Crónica Anglosajona recuerda que Edred "redujo toda la tierra de Norhumbria a su control; y los escoceses prestaron juramento de que harían todo lo que él quisiera". La sumisión de Northumbria a Edred provocó una reunión con los notables de York encabezada por el arzobispo Wulfstan en 947, pero al año siguiente, Erik había ocupado nuevamente la zona, y Eadred devastó el sur del territorio - se menciona Ripon como objetivo particular - para forzar a los northumbrianos a expulsar a Erik, lo que finalmente consiguieron.
Al año siguiente, 949, los northumbrianos invitaron a Amlaíb a gobernar en York. Su regreso a Inglaterra pudo haber contado con la aprobación de Eadred. Ese mismo año, el rey Malcolm I de Escocia, atacó Northumbria, llegando a alcanzar el Río Tees en el sur y llevándose un cuantioso botín en riqueza y esclavos. Si esta incursión estaba dirigida contra Amlaíb, no lo sabemos. Una segunda invasión desde el norte en 952 realizada por los escoceses de Malcolm I junto a grupos de britanos y sajones fue rechazada. De todos modos, en 952 Amlaíb fue depuesto y sustituido por Erik, y a su muerte en 954, el reino vikingo de York quedó definitivamente incorporado al dominio inglés. Amlaíb regresó a Irlanda y nunca más volvería a gobernar en York.

## De Dublín a Iona
En 951, mientras Amlaíb se encontraba en Gran Bretaña, su hermano Gofraid falleció de enfermedad en Dublín. El antiguo rival de Congalach, Ruaidre había fallecido también, dejando al antiguo aliado de Amlaíb como rey indisputado de toda Irlanda, lo que le convertía en una seria amenaza para el reino vikingo de Dublín y para el reino irlandés de Leinster. Quizá a consecuencia de esta situación, Congalach fue emboscado y muerto en Dún Ailinne (Kildare) o en Tech Guigenn en la región del Río Liffey cuando recaudaba impuestos en Leinster en 956. El principal beneficiario de esta muerte fue el hermano de Dúnflaith, la nueva esposa de Olaf, Domnall ua Néill, que se convirtió en el nuevo Ard ri. Por su matrimonio, Amlaíb no sólo estaba conectado con los Cenél nEógain, del Ulster, sino también con los Clann Cholmáin, al convertirse en padrastro de Máel Sechnaill mac Domnaill, hijo de Dúnflaith.
A principios de los 60, Amlaíb Cuarán tuvo que enfrentarse a los hijos de su primo Amlaíb mac Gofrith, anterior rey de Dublín, para conservar su trono. En 960, los Anales de Ulster cuentan que Cammán, hijo de Amlaíb mac Gofrith fue derrotado en un lugar no identificado llamado Dub. Dos años más tarde, un tal Sitriuc Cam, posiblemente el mismo Cammán fue derrotado por las tropas dublinesas de Amlaíb Cuaran junto a los hombres de Leinster durante una incursión en esta última provincia. Olaf resultó herido en la batalla y Sitriuc consiguió escapar. Tras esta batalla, Sitriuc y un hermano suyo aparecen atacando Munster, pero no volvemos a tener noticias de ellos y se presume que abandonaron Irlanda.
Las actividades de Amlaíb en este período parecen haber estado limitadas a razzias ocasionales en el territorio de Leinster. Atacó Kildare en 964 y nuevamente en 967, cuando Muiredach mac Faeláin, abad de Kildare y miembro de la dinastía Uí Dúnlainge, reyes de la provincia en aquel entonces, fue asesinado por Amlaíb y Cerball mac Lorcáin, pariente suyo. Otra incursión en el sur, en 964, concluyó con una severa derrota del rey vikingo cerca de Inistogue, a manos de los ejércitos de Ossory.
Hasta finales de esa década de 960, Domnall ua Néill, el sucesor de Congalach como Ard Ri, estuvo ocupado con luchas en Connacht y Munster, y no intervino en la política de Leinster o Dublín. Tras haber solucionado sus problemas más inmediatos, marchó hacia el sur en 968 y saqueó todo el sureste de Irlanda, matando a numerosos magnates y llegando a poner sitio a Dublín durante dos meses. Aunque no fue capaz de capturar el puerto, aprovechó la ocasión para llevarse gran cantidad de ganado. Amlaíb, aliado con el rey de Leinster Murchad mac Finn, respondió atacando Kells en 969. Una expedición de los aliados de Ua Néill fue derrotada cerca de Ardmulchan en Meath.
En 970 Domnall ua Néill y sus aliados atacaron Brega, regido ahora por Domnall mac Congalach, hijo de Congalach y aliado y yerno de Amlaíb. Las iglesias de Monasterboice y Dunleer, custodiadas por soldados de Amlaíb fueron dos de los principales objetivos. Domnall de Brega y Amlaíb se enfrentaron entonces a los hombres de Domnall ua Néill en Kilmona (Westmeath. El ejército del Ard Ri, en el que figuraban soldados procedentes de Ulidia fue derrotado, pereciendo en la batalla Ardgal mac Matudáin, rey de Ulidia, y Cináed mac Crongilla, rey de Conaille Muirtheimne, entre otros. Sin embargo, la batalla de Kilmona no puso fin a la guerra. Monasterboice y Dunleer fuero incendiados tras la batalla y al año siguiente, la guerra se extendió al territorio de Clann Cholmáin, que fue arrasado por Ua Néill en 971. Tras esta campaña, el rey de Cenél nEógain y Ard ri de Irlanda, estableció de forma efectiva su hegemonía sobre Leinster y Meath.
En 977, los hijos de Domnall ua Néill, Congalach y Muirchertach fueron asesinados, y los anales atribuyen el crimen a Amlaíb. Domnall no trató de vengar sus muertes, retirándose al monasterio de Armagh, donde falleció en 980. Los dublineses atacaron Leinster a finales de los 70 y el rey provincial Úgaire mac Túathail, fue capturado en 976. El motivo fue posiblemente el rescate, ya que tenemos noticia de su muerte en 978 en Belan (Kildare), luchando contra los vikingos de Dublín, junto con Muiredach mac Riain de Uí Cheinnselaig dinastía perteneciente al Leinster meridional. El sucesor de Úgaire, Domnall Claen, tuvo menos suerte al ser capturado por los vikingos al año siguiente.
A la muerte del Rey Supremo Domnall ua Néill, el hijastro de Amlaíb Máel Sechnaill mac Domnaill presentó su candidatura al título. El antiguo aliado de Olaf, Domnall mac Congalach había fallecido en 976, dejando el camino libre a Máel Sechnaill. Máel Sechnaill se había convertido en rey de Mide y jefe de Clann Cholmáin en 975 y había iniciado su reinado con un ataque a Olaf al incendiar el "Bosque de Thor" en las afueras de Dublín. En 980, el nuevo Ard ri obtuvo el apoyo de Leinster para enfrentarse a los ejércitos de Amlaib (dirigidos por sus hijos, ya que Amlaíb era anciano) en la colina de Tara. Los dublineses buscaron el apoyo de mercenarios provenintes de Mann y las Hébridas. La batalla de Tara se saldó con una aplastante victoria irlandesa, aunque las bajas en ambos bandos fueron elevadas: entre los vikingos cayó el hijo de Amlaíb, Ragnall (Rögnvaldr), y entre los irlandeses varios reyes y jefes provinciales. Tras la victoria, Máel Sechnaill ocupó Dublín e impuso un gravoso tributo sobre sus habitantes.
Por su parte, Amlaíb abdicó o fue destituido, y fue reemplazado en el trono por uno de sus hijos, Glúniairn (Járnkné), hijo de Dúnlaith y, por tanto, hermanastro de Máel Sechnaill. El viejo rey se retiró al monasterio de Iona, donde fallecería poco tiempo después.

## Matrimonio e hijos
De su relación con Dúnlaith, hija de Muirchertach mac Néill, nacería Glúniairn (Járnkné, literalmente «rodilla de hierro»), rey vikingo de Dublín.
Con Gormflaith de Leinster, hija de Murchad mac Finn, Rey de Leinster:
- Sigtrygg Silkiskegg, que llegaría a ser rey de Dublín a la muerte de Glúniairn.
- Amlaíb (Harald Óláfrsson, c. 970 - 1000),[43] Muerto en la batalla de Glenmama. Padre de Ivar III Haraldsson.
- Echmarcach (Ragnald Óláfrsson, c. 970)
- Dubgall mac Amlaíb (Dubgall Óláfrsson, c. 970 - 1014), muerto en la batalla de Clontarf.

A la muerte de Olaf Cuaran, Gormflaith se casaría con Brian Boru.

### Teorías sobre otros vínculos familiares
Las diversas fuentes de información, a veces se contradicen o surgen paralelismos cronológicamente imposibles. De todas formas, algunas sagas nórdicas mencionan a su hermana Gytha, como esposa de Olaf I de Noruega, Máel Muire, que se casaría con Máel Sechnaill mac Domnaill, y Harald, posiblemente sea el abuelo de Godred Crovan.

## Cuarán
El sobrenombre de Amlaíb, cuarán se traduce normalmente como "sandalia" o "zapato". Deriva del irlandés antiguo cúar, que significa retorcido. Se aplicó por primera vez en una entrada de los Anales de Ulster referente a la batalla de Slane de 947. Posiblemente, el adjetivo se refiera a algún estilo específico de calzado. Benjamin Hudson recurre a una descripción de un cuarán que aparece en una sátira del siglo XII, en la que este calzado estaría hecho de piel envuelto siete veces y acabado en punta.